# NFL Head Coach
NFL Head Coach är ett nationellt fotbollsliga datorspel som släpptes den 20 juni 2006 för PlayStation 2, Xbox och PC. Spelet tillåter spelaren att styra ett NFL-lag och bli den största tränaren i NFL-historien. Den har sedan Pittsburgh Steelers huvudtränare Bill Cowher på omslaget.